# Sarah Mintz
Sarah Mintz, ranije Maritza Rodríguez Gómez (Baranquilla, Kolumbija, 1. rujna, 1975.) kolumbijska je bivša glumica, pjevačica i model.

## Biografija
Maritza je odrasla u obitelji s tri brata i točno govori engleski i španjolski jezik.
Na televiziji se pojavljuje početkom 90-ih godina kao model, a zatim polako počinje nastupati i kao glumica u telenovelama. Svoju prvu ulogu ostvarila je 1995. u telenoveli Mascarada, zatim nastupa u još nekoliko telenovela. Istodobno počinje razvijati svoj vlastiti posao, modnu liniju kozmetičkih proizvoda.
2005. se udala za Joshuu Mintza, koji je jedan od predsjednika strateškog razvoja lanca TV Telemundo. Trenutno živi i radi u Miamiju na Floridi.
Godine 2018. Maritza je objavila kako je promijenila svoje ime i prezime u Sarah Mintz. Danas živi u Izraelu i više se ne bavi glumom.

## Filmografija
| Godina | Naslov                | Uloga                                                     | Vrsta               |
| ------ | --------------------- | --------------------------------------------------------- | ------------------- |
| 2010.  | Okrutna ljubav        | Camila Brando                                             | telenovela          |
| 2008.  | Drugo lice            | Sara Andrade                                              | telenovela          |
| 2008.  | Doña Bárbara          | Asuncion Vergel de Luzardo                                | telenovela          |
| 2007.  | Zamka                 | Debora Mondragon de Davila / Marfil Mondragon de Irazabal | telenovela          |
| 2005.  | Vuelo 1503            | Ángela Granda                                             | telenovela          |
| 2004.  | Ángel rebelde         | Crystal Cuba Rubias                                       | telenovela          |
| 2002.  | Milagros de amor      | Milagros Ud. de Amor                                      | telenovela          |
| 2001.  | Amantes del desierto  | Barbara de Santana                                        | telenovela          |
| 2000.  | La revancha           | Mercedes Riverol                                          | telenovela          |
| 2000.  | Kalibre 35            | Glumica                                                   | film                |
| 1999.  | Marido y mujer        | Lucía Mendez                                              | telenovela          |
| 1997.  | La mujer en el espejo | -                                                         | telenovela          |
| 1997.  | Perfume de agonía     | Carmen                                                    | televizijska serija |
| 1997.  | Dios se lo pague      | Irene Richerdson                                          | televizijska serija |
| 1995.  | Mascarada             | -                                                         | televizijska serija |